# Lonchoptera vinsoni
Espèce
Lonchoptera vinsoni est une espèce de diptères de la famille des Lonchopteridae.